# Банк Польши

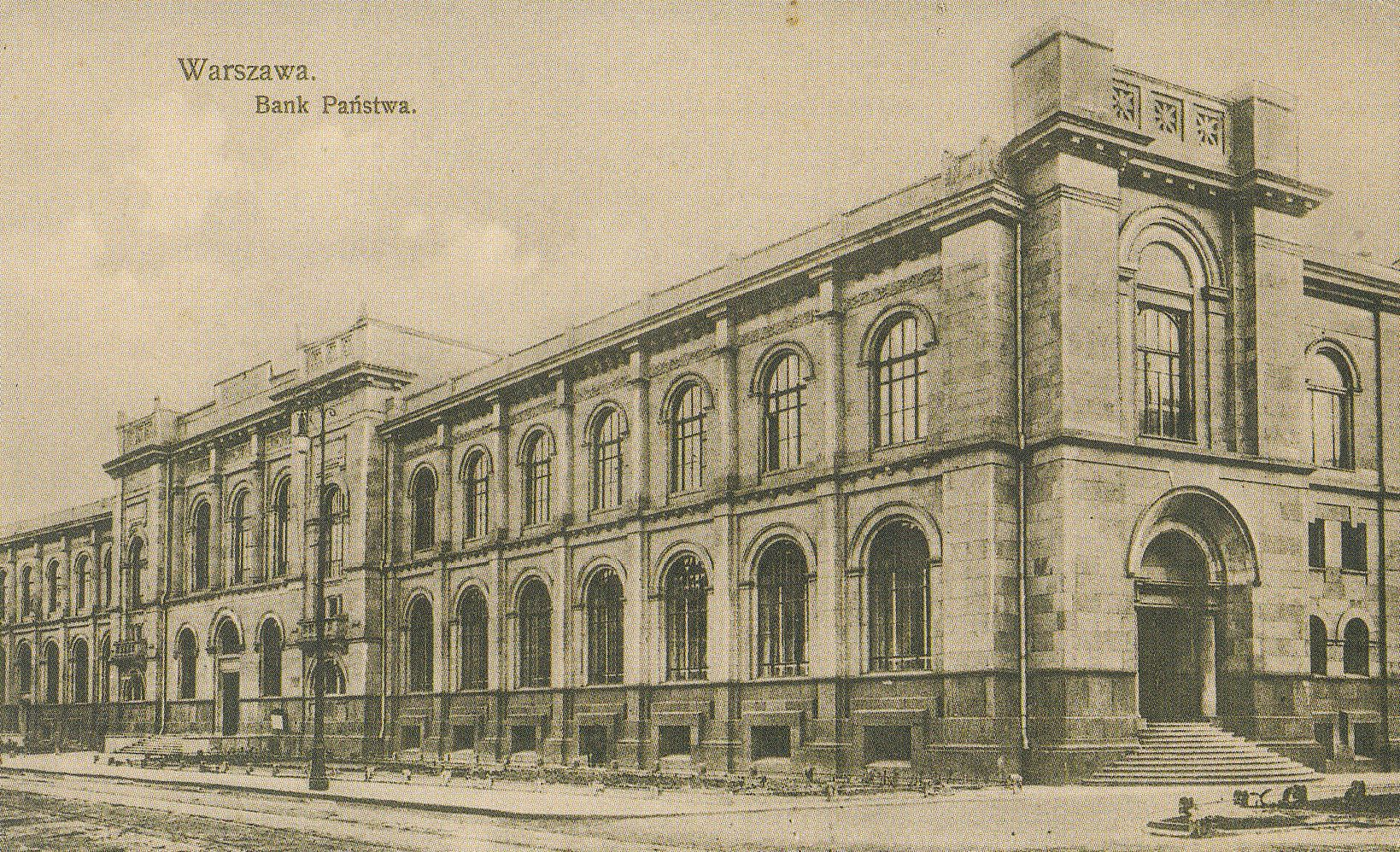
Здание Банка Польши в Варшаве.

Банк Польши (Bank Polski) — название двух бывших банков в Польше, каждый из которых был центральным банком. Первая организация была основана в Царстве Польском князем Франциском-Ксаверием Друцким-Любецким, вторая — в 1924 году премьер-министром Владиславом Грабским во Второй польской республикой и ликвидирована в 1952 году. Их наследников является нынешний Национальный банк Польши.

## История
Первый Банк Польши был основан в Варшаве в 1828 году князем Франциском-Ксаверием Друцким-Любецким. Учреждение правительства Королевства Польского, оно имело право выпускать польскую валюту, а также контролировать кредитные ставки. Он также имел право на концессию на операции с иностранной валютой и выкуп кредитов, выданных иностранными компаниями и банками.
На протяжении всего своего существования Банку Польши было разрешено выпускать банкноты и монеты в пределах своего запаса (первоначально 30 млн злотых, 42 млн. в 1834 году и 53 млн. в 1841 году). Как юридическое лицо банк также финансировал ряд важных предприятий в русской части разделенной Польши. Между 1829 и 1837 годами он тратил большую часть своего дохода на строительство дорог, до 1842 года он также был главным спонсором развития добычи угля в районе Загленбе и Старопольской промышленной зоны вокруг Скаржиско-Каменны. Серьёзно искалеченный административными мерами после Ноябрьского восстания, после Январского восстания он был подчинен непосредственно Министерству финансов Российской империи. В период ликвидации польских учреждений после неудавшегося восстания в 1870 г. оно было лишено прав денежного эмиссионного органа и ему было запрещено давать долгосрочные кредиты. Учреждение функционировало до 1885 года, когда было полностью поглощено Государственным банком Российской империи.

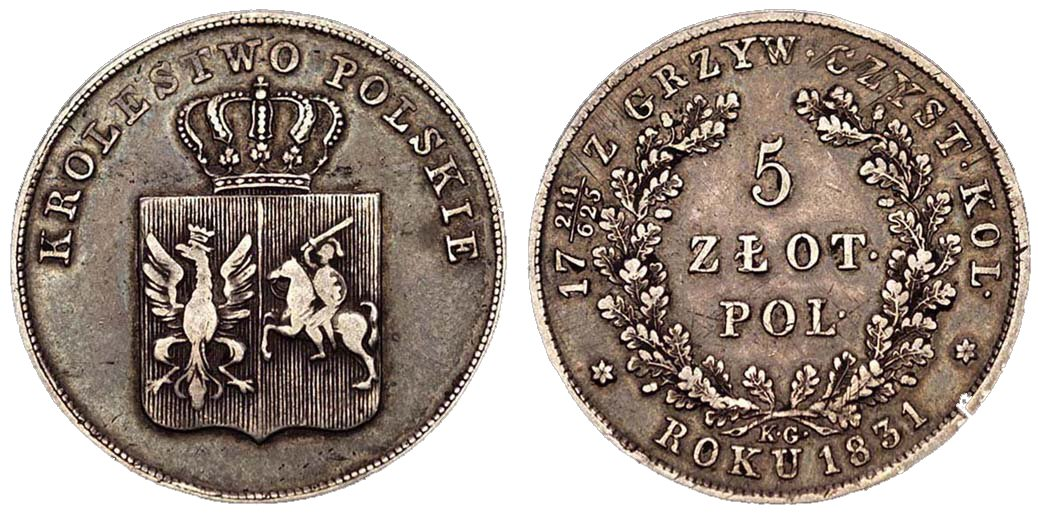
Монета в 5 злотых, выпущенная во время ноябрьского восстания 1830 года.

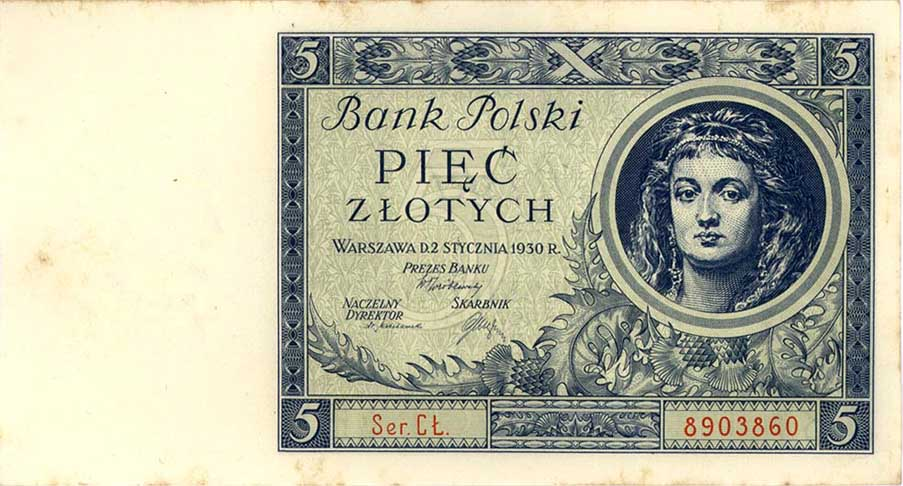
Банкнота в 5 злотых (1930 г.)

Когда Польша восстановила свою независимость в 1918 году, в ней не было центрального банка. В соответствии с законом о ремонте Государственного казначейства от 11 января 1924 года министр Владиславом Грабским создал новый Банк Польши в качестве акционерного общества. Вскоре его акции были увеличены с первоначальных 100 млн злотых до 150 миллионов, разделенных на 1,5 млн акций. Банк был независим от правительства Польши, хотя и проводил его денежно-кредитную политику. В качестве основного акционера президент Польши имел право назначать председателя и заместителя председателя попечительского совета банка.
Перед войной 1939 года против нацистской Германии и Советского Союза весь золотой запас (105 тонн) был эвакуирован из Польши в Банк Франции в Париже, а затем большая его часть в Канаду и Лондон. Банк продолжал функционировать как центральный банк польского правительства в изгнании и финансировал большую часть его вооруженных сил, в то время как в оккупированной Польше Третий рейх создал банк Emisyjny w Polsce (Emissionsbank в Польше, Кракау). Немецкий Рейхсбанк в 1940 году выпустил собственную валюту, так называемые немецкие «краковские злотые». До 31 декабря 1944 г. Банк Польши в изгнании имел формальную монополию на печатание валюты.
Подобно другим банкнотам «военной валюты союзников», американские «банкноты освобождения» для Польши были напечатаны в 1944 году.
15 января 1945 г. новые коммунистические власти Польши основали Национальный банк Польши (Narodowy Bank Polski NBP) В 1946 году оставшиеся довоенные золотые запасы не были возвращены Польше, но польское правительство в изгнании оставалось в силе до 1990 года. 7 января 1952 года был ликвидирован сам Банк Польши, и его роль взял на себя Народный банк Польши.
Бывший Bank Polski не следует путать с PKO Bank Polski, который был интегрирован в Narodowy Bank Polski в 1975 году.